# Löparö (commune de Norrtälje)
Löparö est une île de l'archipel de Stockholm  en Suède,,,,.

## Présentation
Löparö est une île de la commune de Norrtälje, à environ 55 km au nord de Stockholm, à 20 km au sud de Norrtälje et près de Vettershaga. 
L'île a des traces d'une population résidente depuis le XVIIème siècle.
Elle est reliée à la petite île d'Arnö par une passerelle et compte 14 résidents permanents en 2020 et de nombreuses résidences d'été.
Il existe une certaine activité économique sur l'île, notamment agricole et maritime, mais la plupart des personnes ayant un emploi rémunéré se rendent au travail ailleurs.
Une zone humide a été créée en 2017 et 2018.
Il y a eu des projets de construction d'un village de l'archipel sur Löparö, mais ceux-ci ont été rejetés en mars 2020 par le comité de planification du conseil municipal.

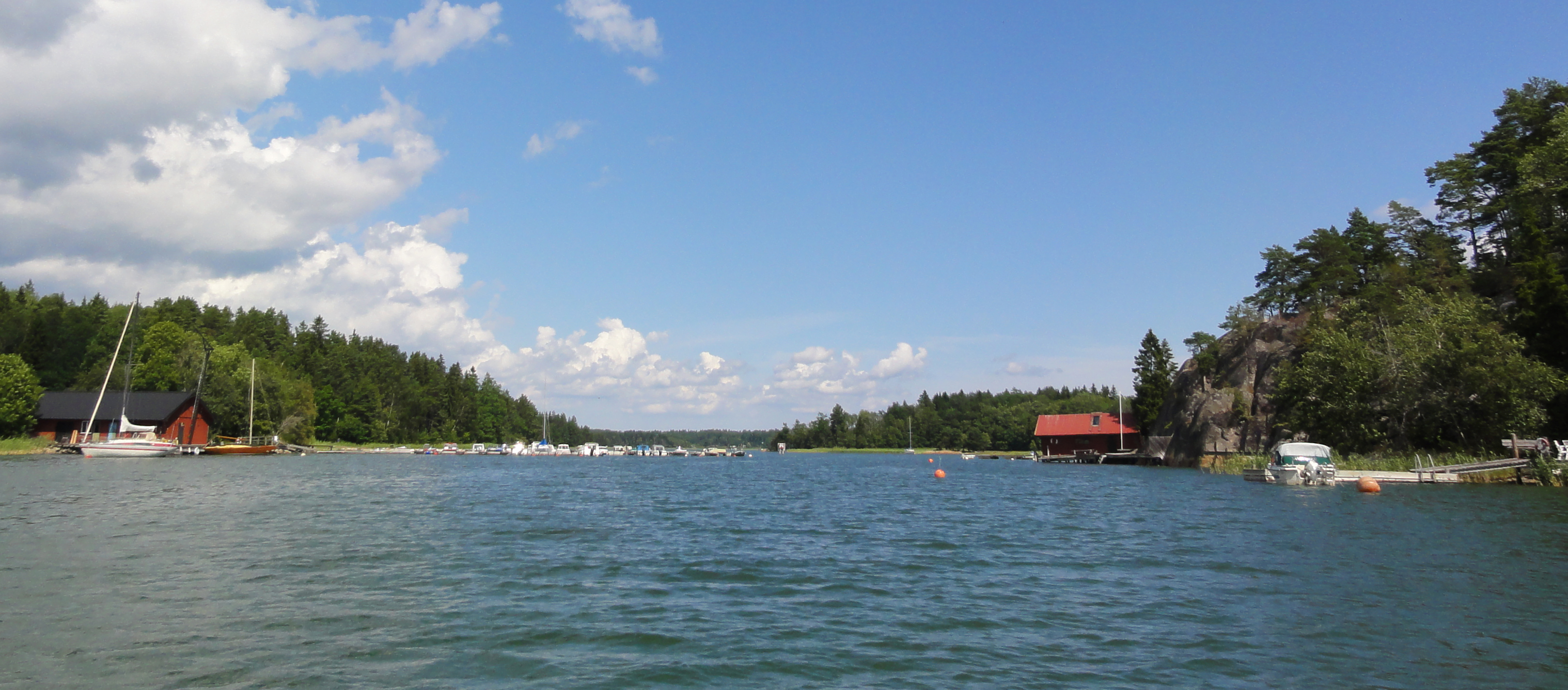
Urösundet, entre Urö et Löparö. Löparö est à droite.

## Transports
Löparö ne dispose pas d'une connexion permanente avec le continent et les projets de pont proposés ont été jugés irréalistes par la municipalité.
Aucune des jetées de Löparö ne dispose de transports publics. 
Löparö possédait un quai pour les navires, mais celui-ci s'est effondré et a été démoli. 
Une jetée plus simple pour les bateaux de passagers et une rampe ont été construites sur le site de l'ancienne jetée des bateaux à vapeur.